# How Do You Do!
A How Do You Do! című dal a svéd Roxette 4. Tourism című stúdióalbumának első kimásolt kislemeze, mely 1992. július 3-án jelent meg. A dal nagy siker volt a norvég és a spanyol kislemezlistán, de számos országban, mint például Ausztria, Belgium, Finnország, Németország, Hollandia, Svédország és Svájc kislemezlistáin a 2. helyet szerezte meg. Az első helyezett Dr. Alban It's My Life című dala volt. A dalt a Jacob Hellner és Carl-Michael Herlöfsson átali BomKrash nevű svéd csapat általi remixek színesítették.

## A dal összetétele
Az Ultimate Guitar című magazin szerint a "How Do You Do!" egy pop-rock dal, mely 121 BPM/perc tempójú. A dal a saját Roxette stílus közös vonásait használja eltérő kórushangzással. A dal összességében C-ből indul, és alapvetően a C - F - G - F sorozatot használja, mely háromszori ismétlésből áll, majd egy rövidített C - F - G sorozattal folytatódik. Az előkórus egy erőforrás akkord felépítéséthasnálja, és az Am - G - F - C - Em sorozatból áll, majd Am - G - F - G - re módosul. Rövid szünet után Marie Fredriksson átveszi a vezető énekes szerepét, mely szinte teljes egészében éles hangokból tevődik össze, úgy mint D♯ – A♯ – D♯ – G♯ – A♯ – C m –G♯ – A♯ – Cm – G♯ – A♯ , és ezt a sorozatot követi, majd négyszeri rövid ismétlés következik, mely Cm – A♯ áll, melyeket akkordként játszanak. Az utolsó kórus és az outro F-ben van, az átültetett FCFB ♭ -C-Dm-B ♭ -C-Dm-B ♭ -C szekvenciát követve.  A dalban az amerikai Tiny Tim  zenészre utalnak a dal szövegeiben.

## Megjelenések
- MC Single &  7" Európai Unió EMI 8650027

1. "How Do You Do!" – 3:09
2. "Fading Like a Flower (Every Time You Leave)" (Live from the Sydney Entertainment Centre on 13 December 1991) – 4:09

- 12"  Európai Unió EMI 8650026

1. "How Do You Do!" (7" Version) – 3:12
2. "Knockin' on Every Door" (BomKrash 7" Remix) – 3:51
3. "How Do You Do!" (BomKrash 12" Remix) – 5:43

- CD Single  Európai Unió &  Ausztrália 8650022 ·  Egyesült Királyság EMI CDEM-241

1. "How Do You Do!" (7" Version) – 3:12
2. "Fading Like a Flower (Every Time You Leave)" (Live from Sydney) – 4:09
3. "Knockin' on Every Door" (BomKrash 12" Remix) – 6:05
4. "How Do You Do!" (BomKrash 12" Remix) – 5:43

- CD Single   Amerikai Egyesült Államok EMI E2-56252)

1. "How Do You Do!" (7" Version) – 3:12
2. "How Do You Do!" (BomKrash US Edit) – 3:11
3. "Fading Like a Flower (Every Time You Leave)" (Live from Sydney) – 4:09

## Slágerlista
| Slágerlista (1992)                    | Legjobb helyezések |
| ------------------------------------- | ------------------ |
| Ausztrália (ARIA)                     | 13                 |
| Ausztria (Ö3 Austria Top 40)          | 2                  |
| Belgium (Ultratop 50 Flanders)        | 2                  |
| Kanada Top Singles (RPM)              | 12                 |
| European Hot 100 (Billboard)          | 3                  |
| Finland (Suomen virallinen lista)     | 2                  |
| Németország (Media Control Charts)    | 2                  |
| Írország (IRMA)                       | 15                 |
| Japan International (Oricon)          | 2                  |
| Hollandia (Top 40)                    | 2                  |
| Hollandia (Single Top 100)            | 2                  |
| Új-Zéland (Recorded Music NZ)         | 37                 |
| Norvégia (VG-lista)                   | 1                  |
| Poland Airplay (ZPAV)                 | 5                  |
| Spain (AFYVE)                         | 1                  |
| Svédország (Sverigetopplistan)        | 2                  |
| Svájc (Schweizer Hitparade)           | 2                  |
| Egyesült Királyság (UK Singles Chart) | 13                 |
| US Billboard Hot 100                  | 58                 |
| US Mainstream Top 40 (Billboard)      | 34                 |
| US Radio Songs (Billboard)            | 70                 |

| Slágerlista (1992)                      | Helyezések |
| --------------------------------------- | ---------- |
| Australian Singles (ARIA)               | 50         |
| Austrian Singles (Ö3)                   | 19         |
| Belgian Singles (Ultratop Flanders)     | 7          |
| Canadian Singles (RPM)                  | 88         |
| Dutch Singles (Top 40)                  | 15         |
| Dutch Singles (Top 100)                 | 31         |
| European Singles (Music & Media)        | 6          |
| German Singles (GfK)                    | 11         |
| Japanese International Singles (Oricon) | 11         |
| Swiss Singles (Schweizer Hitparade)     | 10         |

| Slágerlista (1990–99) | Helyezés |
| --------------------- | -------- |
| German Singles (GfK)  | 109      |

## Minősítések
| Ország           | Minősítés | Eladások |
| ---------------- | --------- | -------- |
| Ausztrália ARIA  | arany     | 35.000   |
| Svédország (GLF) | platina   | 50.000   |

## Feldolgozások
- 2005-ben a német Cascada jelentette meg saját változatát, mely az Everytime We Touch című albumukra is felkerült. A dal csupán az osztrák slágerlistára került fel, ahol az 50. helyezést sikerült elérnie.[34]
- Az orosz Even Blurry nevű metál csapat saját feldolgozását készítette el, és tette közzé a YouTube-on 2019 júliusában.